# Valeriano Bozal

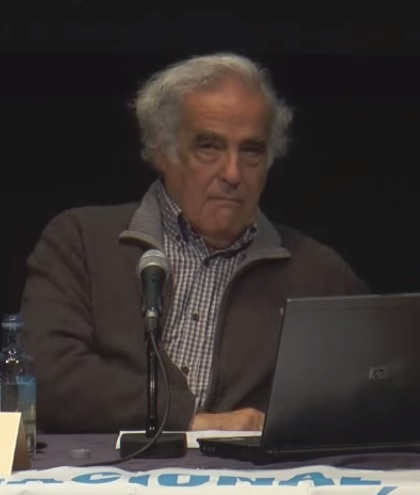
Valeriano Bozal

Valeriano Bozal Fernández (ur. Madryt, 24 listopada 1940, zm. 2 lipca 2023) – hiszpański filolog, historyk i historyk sztuki hiszpańskiej. Szczególnie interesował się życiem i twórczością Francisca Goi. Regularnie współpracował z Muzeum Prado.
Urodził się w czasie dyktatury generała Franco. Studiował filozofię na Uniwersytecie Complutense w Madrycie, gdzie później wykładał. W okresie transformacji ustrojowej w Hiszpanii kierował czasopismem Komunistycznej Partii Hiszpanii Nuestra bandera. Pisał teksty polityczne a także o wpływie komunizmu (którego był zwolennikiem) na społeczeństwo i sztukę.

## Wybrane dzieła
- Una alternativa para la enseñanza, Madryt, Centropress, S.L., 1977. ISBN 84-400-2860-1
- El arte del siglo XX : La construcción de la vanguardia (1850-1939), Madryt, Cuadernos para el Diálogo, 1978. ISBN 84-8026-062-9
- Sátira y tragedia, las imágenes de Castelao, Sada, Do Castro, 1987. ISBN 84-7492-337-9
- Antes del informalismo. Arte español, 1940-1958: colección de arte contemporáneo, Madryt, Museo Nacional Centro de Arte Reina Sofía, 1996. ISBN 84-451-2732-2
- Arte y ciudad en Galicia, siglo XIX, Santiago de Compostela, Fundación Caixa Galicia, 1990. ISBN 84-505-9217-8
- Goya y el gusto moderno, Madryt, 1997. ISBN 84-206-7127-4
- Pinturas negras de Goya, Madryt, 1997. ISBN 84-89162-75-1
- Johannes Vermeer de Delft, Madryt, 2003. ISBN 84-95183-74-9
- Arte solidario. Exposición conmemorativa del primer aniversario de los atentados en las estaciones de Atocha, El Pozo y Santa Eugenia, Madryt, Comunidad de Madryt, 2005. ISBN 84-451-2732-2
- Francisco Goya, vida y obra, Madryt, (Aficiones, 5-6), 2005. ISBN 978-84-96209-39-8